# Earl of Guilford
Earl of Guilford ist ein britischer Adelstitel, der nach der Stadt Guildford in Surrey benannt ist und zweimal in der Peerage of England und einmal in der Peerage of Great Britain geschaffen wurde.

## Erste Verleihung 1660
Erstmals wurde der Titel am 14. Juli 1660 als Life Peerage in der Peerage of England für Elizabeth Boyle (als Countess of Guilford) geschaffen. Sie war die Tochter von William Feilding, 1. Earl of Denbigh, Witwe von Lewis Boyle, 1. Viscount Boyle of Kinalmeaky, sowie Kammerdame der Königinmutter Henrietta Maria. Der Titel erlosch mit ihrem Tod im September 1667.

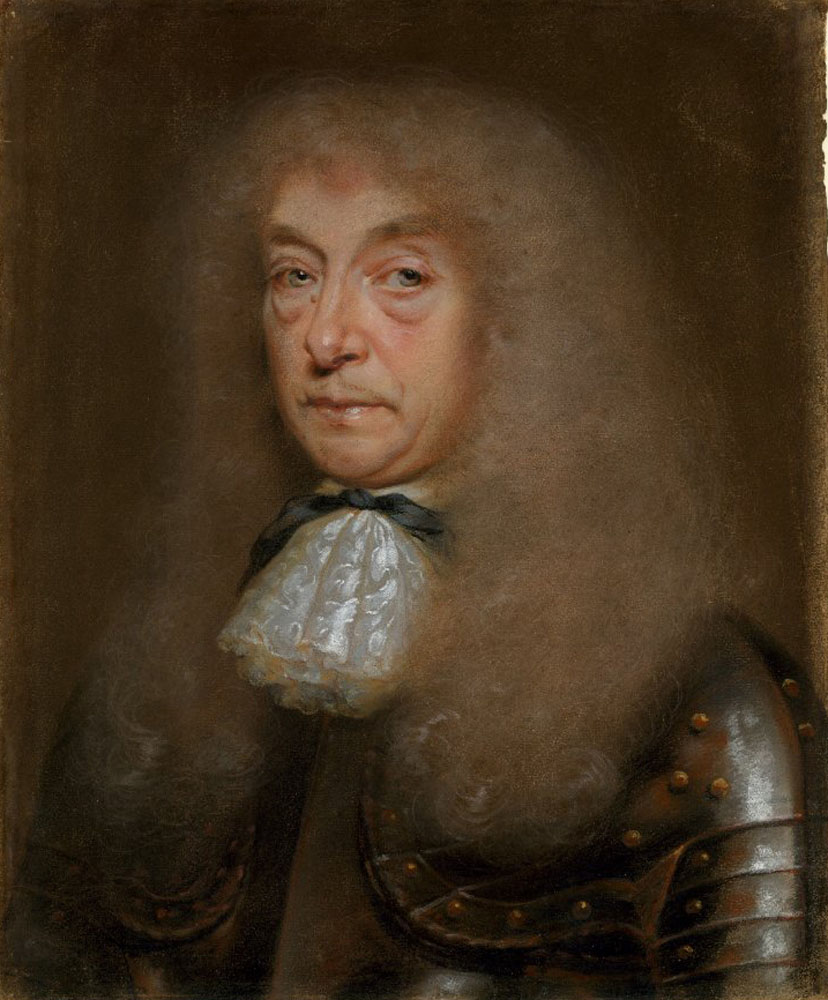
John Maitland, 1. Duke of Lauderdale

## Zweite Verleihung 1674
In zweiter Verleihung wurde der Titel am 25. Juni 1674 für den schottischen Adligen John Maitland, 1. Duke of Lauderdale geschaffen. Gleichzeitig wurde ihm der nachgeordnete Titel Baron Petersham verliehen. Beide Titel gehörten zur Peerage of England. Die Titel waren zwar erblich, erloschen aber mit dem Tod des ersten Titelinhabers am  24. August 1682, da dieser keine Kinder hatte.

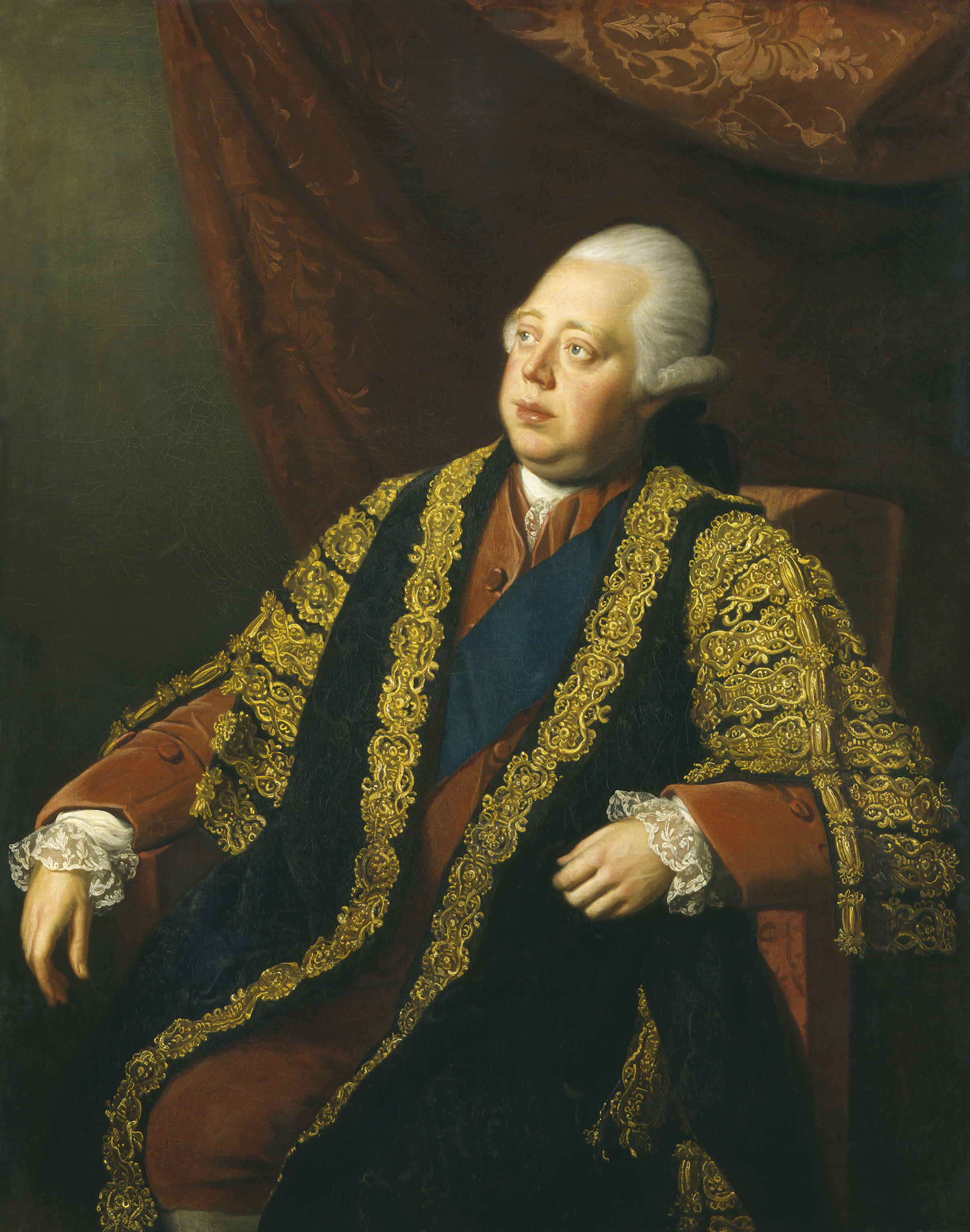
Frederick North, 2. Earl of Guilford

## Dritte Verleihung 1752
In dritter Verleihung wurde der Titel am 8. April 1752 in der Peerage of Great Britain für Francis North, 3. Baron Guilford geschaffen.
Der 1. Earl hatte bereits 1729 von seinem Vater den Titel (3.) Baron Guilford, of Guilford in the County of Surrey, geerbt, der 1683 in der Peerage of England für seinen Großvater geschaffen worden war.
Außerdem hatte er 1735 von einem entfernten Verwandten den Titel (7.) Baron North, of Kirtling Tower in the County of Cambridge geerbt, der 1554 in der Peerage of England geschaffen worden war. Nach dem Tod des 3. Earls im Jahr 1802 fiel dieser Titel in Abeyance, wurde später von einer anderen Linie der Familie weitergeführt und ist seit 1941 wieder abeyant. Der jeweilige Heir apparent des Earls führt seit 1752 bis heute den Höflichkeitstitel Lord North, obwohl die rechtliche Grundlage hierfür seit 1802 entfallen ist.
Guilford County im US-Bundesstaat North Carolina ist nach Francis North, 1. Earl of Guilford benannt.
Der Familiensitz der Earls of Guilford ist Waldershare House, bei Dover in Kent.

## Liste der Barone und Earls of Guilford

### Earls of Guilford, erste Verleihung (1660)
- Elizabeth Boyle, Countess of Guilford († 1667)

### Earls of Guilford, zweite Verleihung (1674)
- John Maitland, 1. Duke of Lauderdale, 1. Earl of Guilford (1616–1682)

### Barone Guilford (1683)
- Francis North, 1. Baron Guilford (1637–1685)
- Francis North, 2. Baron Guilford (1673–1729)
- Francis North, 3. Baron Guilford (1704–1790) (1752 zum Earl of Guilford erhoben)

Wappen der Earls of Guilford (1752)

### Earls of Guilford, dritte Verleihung (1752)
- Francis North, 1. Earl of Guilford (1704–1790)
- Frederick North, 2. Earl of Guilford (1732–1792)
- George North, 3. Earl of Guilford (1757–1802)
- Francis North, 4. Earl of Guilford (1761–1817)
- Frederick North, 5. Earl of Guilford (1766–1827)
- Francis North, 6. Earl of Guilford (1772–1861)
- Dudley North, 7. Earl of Guilford (1851–1885)
- Frederick North, 8. Earl of Guilford (1876–1949)
- Edward North, 9. Earl of Guilford (1933–1999)
- Piers North, 10. Earl of Guilford (* 1971)

Titelerbe (Heir apparent) ist der Sohn des aktuellen Titelinhabers Frederick North, Lord North (* 2002).